# Convento di San Lorenzo (Bibbiena)
Il convento di San Lorenzo, con l'annessa chiesa, è un edificio sacro che si trova in via Dovizi, nel centro storico di Bibbiena.

## Storia e descrizione
Il complesso francescano di San Lorenzo sorse sul luogo di una piccola chiesa omonima, ma detta "della scala", ceduta dal vescovo di Arezzo ai frati nel 1347. Esso è formato dalla chiesa omonima, edificata in forme rinascimentali nel 1474, e da un lineare chiostro seicentesco. La chiesa fu ristrutturata dopo il terremoto del 1919 da Giuseppe Castellucci, che rifece il tetto a capriate e la facciata. 

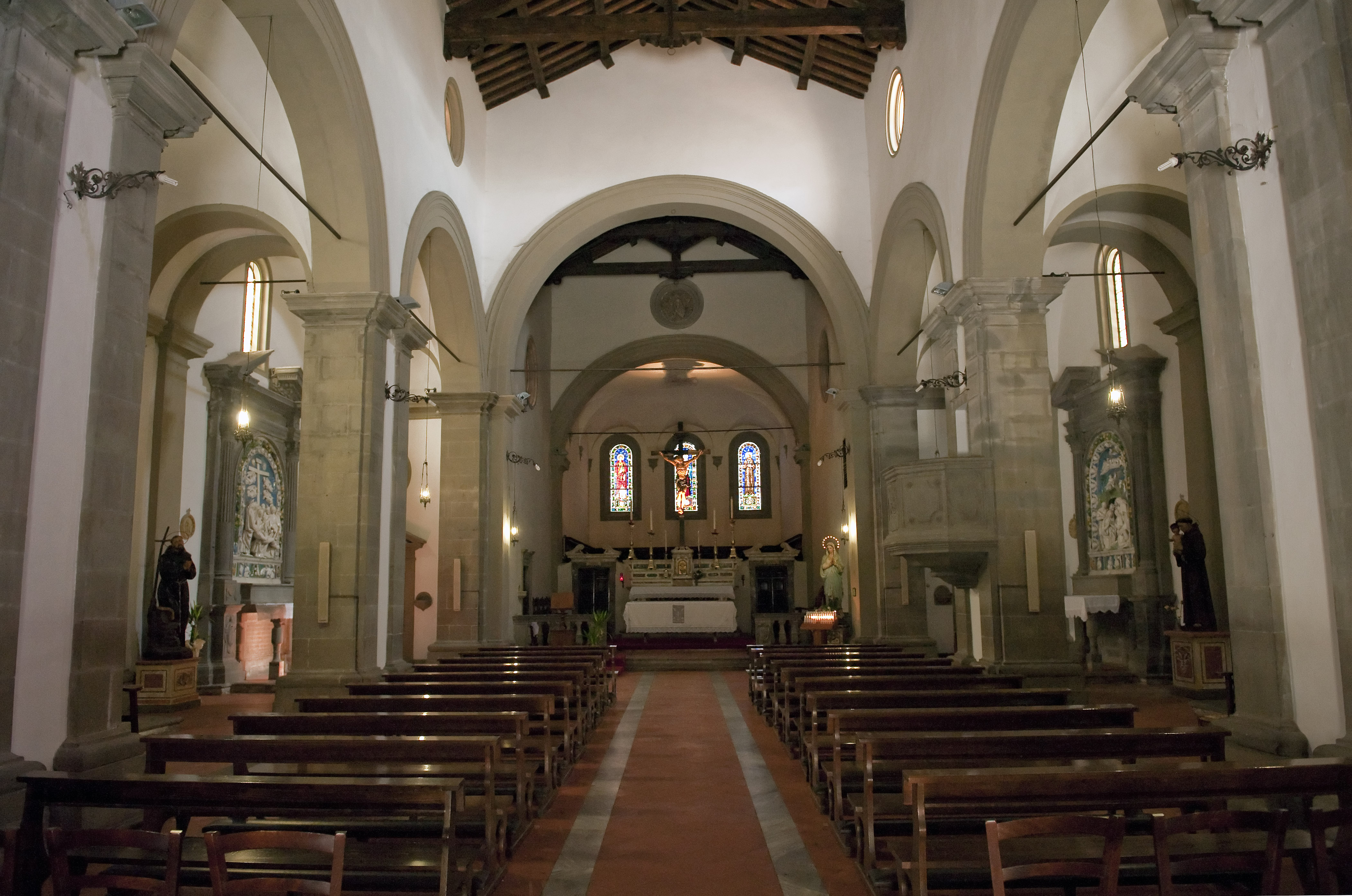
Interno

Il fronte esterno si presenta semplice e spoglio, aperto solo da un piccolo oculo. L'interno è diviso in a tre navate divise da arcate a tutto sesto su pilastri, con la navata centrale coperta da un soffitto a capriate lignee.
Agli altari laterali della navata, di foggia tardo cinquecentesca, si conservano due pale d'altare gemelle in terracotta invetriata, raffiguranti l'Adorazione dei Pastori all'altare destro e la Deposizione di Cristo a quello sinistro, riferite ad Andrea della Robbia e al figlio Girolamo. Le scene principali sono racchiuse da splendide cornici, centinate e policrome, a ghirlanda di frutti. Entrambe portano all'estremità delle due predelle l'arme di papa Leone X e quella del cardinale Bernardo Dovizi, donatore delle due pale, e per questo possono essere datate tra il 1513 (anno in cui il Cardinale Giuliano de' Medici divenne Papa) ed il 1520 (anno della morte del Dovizi).
Alla fine delle due navate si trovano due porte sopra le quali sono due nicchie ovali che ospitano due busti di santi, forse secenteschi, a destra di San Francesco e a sinistra di San Lorenzo. 
L'altare maggiore marmoreo, anch'esso probabilmente secentesco, è affiancato da due pareti con due porte che chiudono il coro, del 1666.
Nella navata sinistra è anche una Madonna col Bambino, forse tardo cinquecentesca, incorniciata da una tela di scuola fiorentina del Seicento con i SS. Caterina da Siena, Pietro martire, Chiara e Zanobi (?), datata 1660.
L'adiacente chiostro, riaperto dopo il restauro l'11 giugno 2023, costituito da un portico e da una loggia al di sopra, entrambi scanditi da colonnine, è di aspetto rinascimentale, nonostante sia stato costruito intorno al 1650 su iniziativa della famiglia Martellini. Gli affreschi moderni con Storie francescane sono del bibbienese Ruggero Biggeri.